# Thomas Campbell Eyton
Thomas Campbell Eyton (Eyton Hall, 10 settembre 1809 – 25 ottobre 1880) è stato un naturalista inglese.
Eyton nacque a Eyton Hall, nei pressi di Wellington. Studiò all'università di Cambridge con il suo amico Charles Darwin. Dopo aver ereditato un certo patrimonio nel 1855 Eyton fece costruire un grande museo di storia naturale a Eyton Hall.
Eyton pubblicò History of the Rarer British Birds (1836), A Monograph on the Anatidae, Or Duck Tribe (1838), A History of Oyster and Oyster Fisheries (1858) e Osteologia Avium (1871-78).
| Eyton è l'abbreviazione standard utilizzata per le specie animali descritte da Thomas Campbell Eyton. Categoria:Taxa classificati da Thomas Campbell Eyton |